# Bytjärnen (Håsjö socken, Jämtland)
Bytjärnen är en sjö i Bräcke kommun i Jämtland och ingår i Indalsälvens huvudavrinningsområde.